# Nino Holm

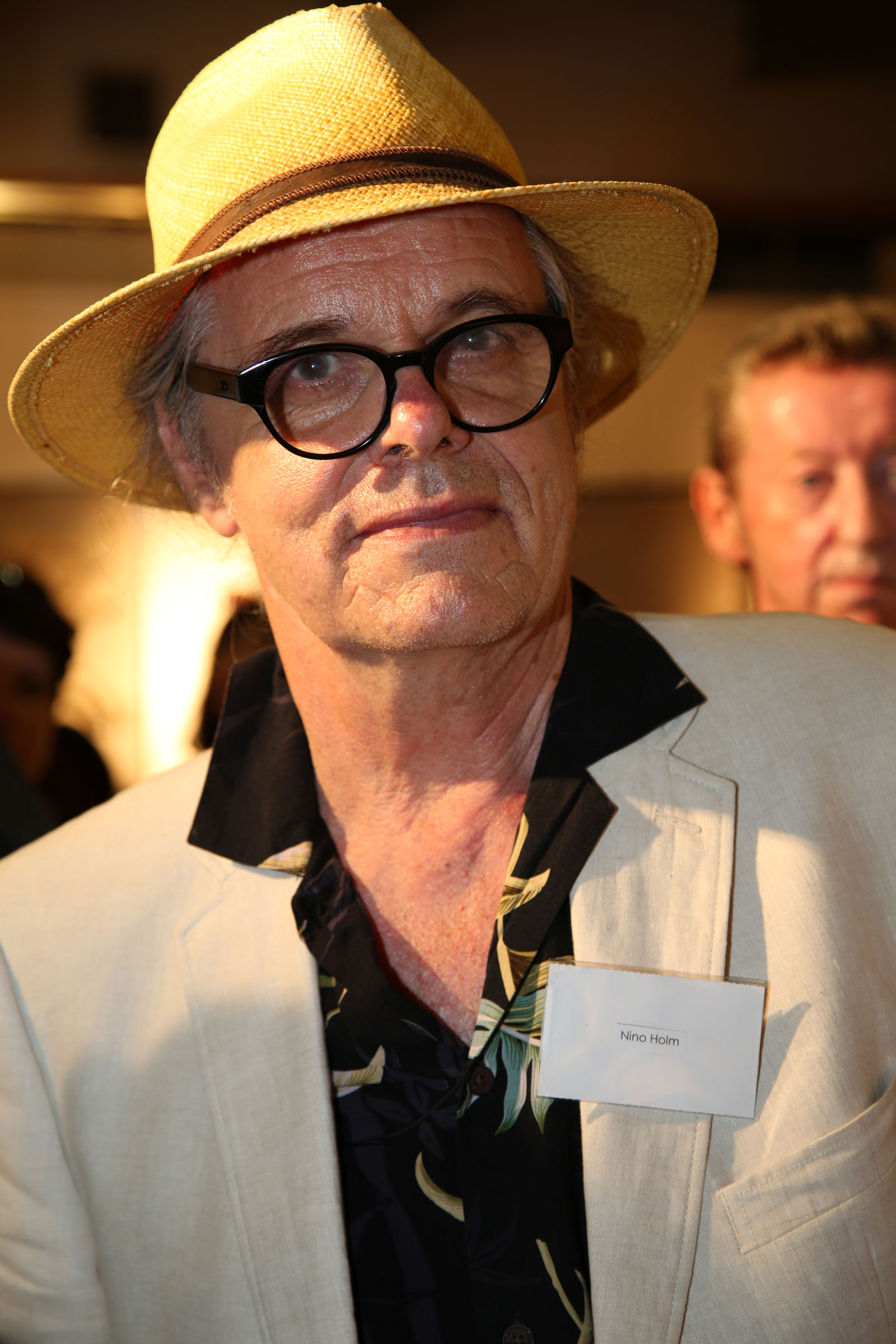
Nino Holm (2015)

Ian Kare Bosson „Nino“ Holm (* 22. Dezember 1950 in Göteborg) ist ein schwedisch-österreichischer Musiker und Maler.

## Leben
Holm spielte bei der Ersten Allgemeinen Verunsicherung das Keyboard (1977–1995) und war ein Gründungsmitglied der Band. 1977 suchte die damals noch unter dem Namen Antipasta auftretende Band einen neuen Gitarristen. Holm überredete seinen Freund Thomas Spitzer, bei der Band mitzumachen. 1995 stieg Holm bei der EAV aus und wurde durch David Bronner ersetzt. 2004 trat er der Band 4Xang von Wilfried bei. 2007 geriet er als Maler in die Schlagzeilen, als sein Bild "Dinner für 13", das die Teilnehmer des Letzten Abendmahls als Schweine darstellte, nach Protesten der römisch-katholischen Kirche aus einer Ausstellung entfernt werden musste. 2021 brachte er die Geschichte des Wiener Originals Baron Karl, des Sandler-Königs von Wien, auf die Bühne. Die Uraufführung zu "Baron Karl – Die erste Wiener Sandler-Operette" fand am 1. September 2021 im Wiener Metropol-Theater unter der Regie von Robert Persché statt.